# Aleksandrowka (nowomałyklinskoje sielskoje posielenije)
Aleksandrowka (ros. Александровка) – wieś (sieło) w Rosji, w obwodzie uljanowskim, w rejonie nowonałyklińskim. W 2010 liczyła 511 mieszkańców.